# Liste der Monuments historiques in Auby
Die Liste der Monuments historiques in Auby führt die Monuments historiques in der französischen Gemeinde Auby auf.

## Liste der Objekte
| Bezeichnung    | Beschreibung                                 | Standort                                         | Kennzeichnung | Schutzstatus | Datum | Bild |
| -------------- | -------------------------------------------- | ------------------------------------------------ | ------------- | ------------ | ----- | ---- |
| Skulptur Pietà | Holz, polychrom gefasst, 17./18. Jahrhundert | in der Kirche Notre-Dame-de-la-Visitation (Lage) | PM59006310    | Inscrit      | 1987  |      |